# 왈라키아

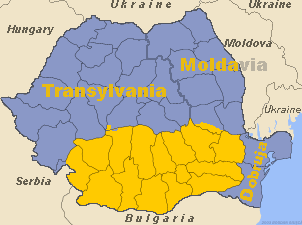
노란색으로 표시된 지역이 왈라키아

왈라키아(Walachia, 루마니아어: Ţara Românească 차라로므네아스커[*])는 루마니아 남부의 평원에 있는 역사적 지역으로서 대륙성, 지중해성 기후의 비옥한 농업 지대이고 임업 · 목축업이 발달했다. 면적은 약 765,99km2이다.
남서쪽, 남쪽으로는 도나우강을 사이에 두고 세르비아, 불가리아와 국경을 접하며 동쪽으로는 도브루자와 접한다. 북쪽으로는 트란실바니아알프스산맥이 솟아 있다. 북동쪽으로는 몰도바와 국경을 접한다. 올트강을 사이에 두고 동부 지역의 문테니아와 서부 지역의 올테니아로 양분된다.

## 같이 보기
- 왈라키아 공국
- 올테니아